# Bergsveinn Birgisson

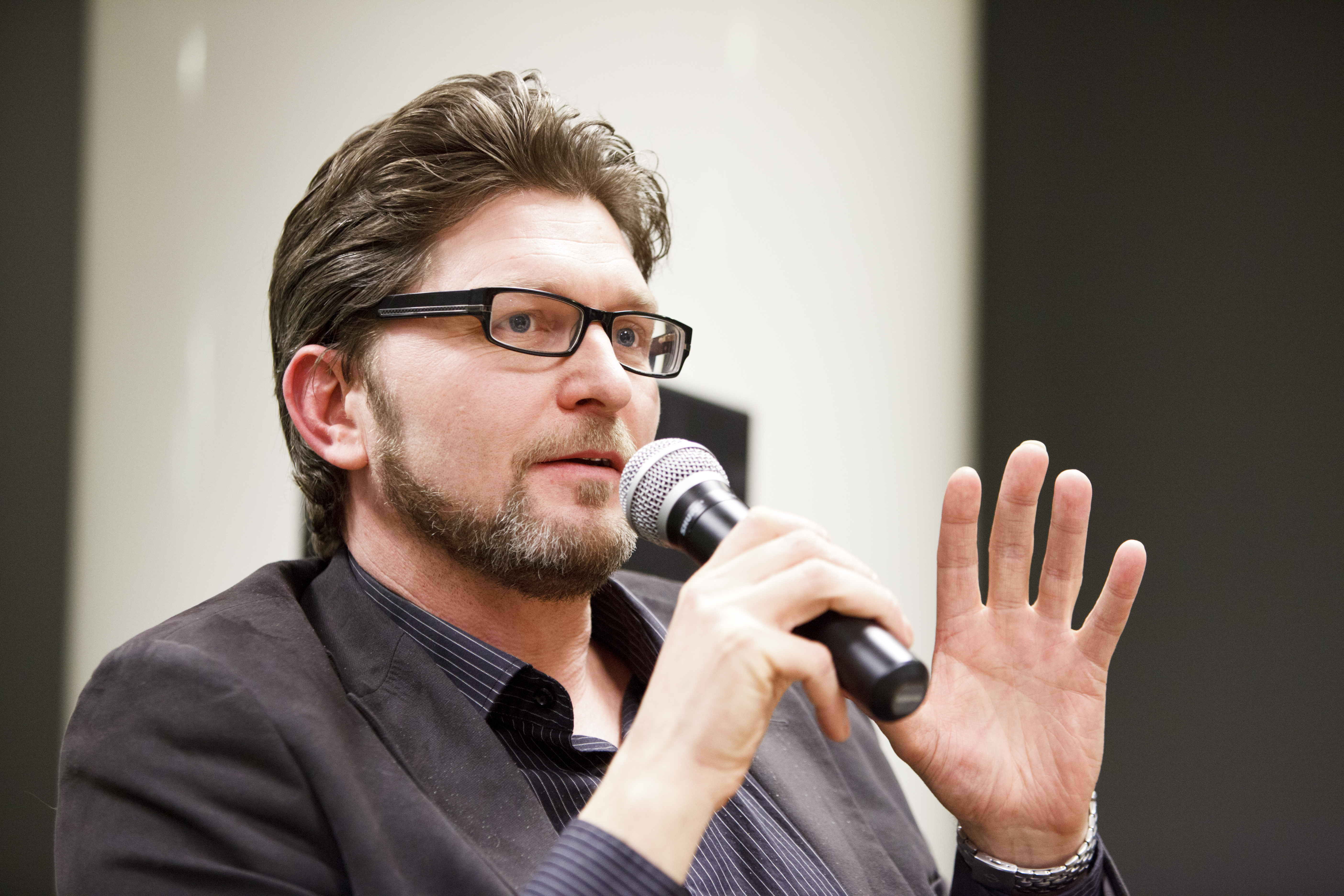
Bergsveinn Birgisson

Bergsveinn Birgisson (* 30. August 1971 in Reykjavík, Island) ist ein isländischer Schriftsteller.

## Leben
Bergsveinn Birgisson wurde am 30. August 1971 in Reykjavík geboren, wuchs in Kópavogur und Garðabær auf und legte 1991 die Reifeprüfung ab (Fjölbrautaskóli Garðabæjar). Schon im Alter von elf Jahren begann er, Gedichte zu schreiben, die er als skringivísur, etwa 'komische Gedichte', bezeichnet. Er schloss sein Studium mit einem BA in Isländisch und allgemeiner Literaturwissenschaft (1997) ab. Um neben Schule und Studium Geld zu verdienen, arbeitete er ab seinem 16. Lebensjahr in den Sommermonaten in den Westfjorden als Fischer. Diese Arbeit beschreibt er als überaus persönlichkeitsfördernd, sei man auf dem Meer doch völlig auf sich allein gestellt.
Nachdem er in Oslo den akademischen Rang eines Cand. mag. errungen hatte, studierte Bergsveinn Birgisson altnordische Literatur in Bergen, spezialisierte sich auf altisländische Poesie und Mythologie und verfasste eine Inauguraldissertation zur skaldischen Dichtung.
Seinen ersten Gedichtband publizierte er 1992 im Selbstverlag unter dem Titel Íslendingurinn ('Der Isländer'). Daraufhin folgte 1997 im Autorenverlag Nykur die Gedichtsammlung Innrás liljanna ('Invasion der Lilien').
Sein erster Roman, Landslag er aldrei asnalegt ('Landschaft ist niemals dumm'), wurde im Jahr 2003 bei Bjartur herausgegeben und kurz darauf für den Isländischen Literaturpreis nominiert. Darin beschreibt der Autor das Leben von Seemännern in einem verwaisten isländischen Fischerdorf und berichtet von ihrer tragikomischen Suche nach Kabeljau, Liebe und Gott. In deutscher Übersetzung ist das Werk 2018 im Residenz Verlag unter dem Titel Die Landschaft hat immer recht erschienen. Der Autor hat über das Thema dieses Romans gesagt: „Die Fjordkultur und die Fischerei auf den kleinen Booten ist das Isländischste, das Island hat.“ So rechnet der Roman auf satirische Weise mit dem Turbokapitalismus und dem politischen Milieu ab, das diesen fördert und die Fjordkultur zerstört.
Der zweite Roman von Bergsveinn Birgisson, Handbók um hugarfar kúa (2009), ist ein experimentelles Spiel mit Erzählhaltungen. Der Protagonist Gestur, ein überqualifizierter Kulturwissenschaftler, kehrt von seinem Studium in Großbritannien nach Island zurück und findet keine andere Beschäftigung als für den Rinderbauernverband ein Drehbuch zu einer Dokumentation über die Geschichte der Kuh zu schreiben. Das Thema ergreift von ihm Besitz, was sich mit Frau, Tochter und seinem Verstand wenig verträgt. Der Wissenschaftsroman – die Kulturgeschichte der Kuh wird minutiös ausgebreitet – ist eine scharfsinnige Groteske. Sie kann als Abrechnung des Autors mit der allgemeinen Überhitzung vor dem großen Bankencrash 2008 und der Finanzkrise auf Island gelesen werden.
Sein dritter Roman, Svar við bréfi Helgu, ist eine in Briefform verfasste Liebesgeschichte, die für den Isländischen Literaturpreis 2010 und als einer von zwei isländischen Kandidaten für den Literaturpreis des Nordischen Rates 2012 nominiert wurde. In deutscher Übersetzung erschien das Werk 2011 im Steidl Verlag unter dem Titel Paarungszeit. Das Werk über diese Amour fou im bäuerlichen Milieu wurde umgehend dramatisiert und 2012 mit Þröstur Leó Gunnarsson und Ilmur Kristjánsdóttir (Bearbeitung und Regie: Ólafur Egill Egilsson) im Borgarleikhúsið in Reykjavík aufgeführt. Im September 2019 brachte das norwegische Staatstheater den Roman auf die Bühne und ging damit in Norwegen auf Tournee. 2020 begannen die Aufnahmen zur Verfilmung des Romans unter der Regie von Ása Helga Hjörleifsdóttr. Anfang 2022 erschien er unter dem Titel Antwort auf den Brief von Helga als Neuübersetzung im Salzburger Residenz-Verlag (Neuübersetzung: Eleonore Gudmundsson).
2011 erschien mit Drauganet der dritte Gedichtband des Autors.
Als zusammenhängend sind die beiden folgenden Werke von Bergsveinn Birgisson zu lesen: 2013 erschien Den svarte vikingen ('Der schwarze Wikinger') in norwegischer Sprache bei Spartacus und wurde im selben Jahr in der Klasse Sachprosa für den norwegischen Brageprisen nominiert. In diesem Werk erzählt der Autor von der Suche nach jenem Landnehmer Islands, der zwar von höchster Abstammung, aber so gar nicht nordisch war: Geirmundr heljarskinn. Auf dessen Existenz war der Altnordist durch mündliche Erzählungen aufmerksam geworden, die sich in den Westfjorden bis in seine Gegenwart gehalten hatten. Da er in dreißigstem Glied von Geirmundr heljarskinn abstammt, machte sich Bergsveinn Birgisson auf Spurensuche. Mit Geirmundar saga heljarskinns verfasste er 2015 eine in Stil und Schreibweise an authentische Isländersagas heranreichende Erzählung. Auch eine wissenschaftliche Einleitung von 70 Seiten sowie reale Quellenangaben verwirrten so manchen isländischen Leser. Die Geirmundar saga heljarskinns erzeugte große Aufmerksamkeit in der Weihnachtsbücherflut 2015. Die Saga, sem Ísland vildi ekki ('die Island nicht wollte'; Umschlagtext), wurde als fiktiver Fund dargereicht. Im Zentrum steht der vielleicht von sibirischen Inuit abstammende Geirmundr, der als Landnehmer Islands den nördlichen Teil des Breiðafjörður und später die Westfjorde bis Hornstrandir einnimmt, sich "benimmt wie ein Kleinkönig", Sklaven hält und mit einem Gefolge von 80 Mann unter Waffen das Bild der friedfertigen nordischen Landnehmer Islands stört. Dieses Werk enthält auch eine Abrechnung mit der Jetztzeit. Diese Saga sei "zeitlos, sie könne sich sogar auf internationalem Boden ereignen", so der Autor. Er habe "nicht halbwarm gegenüber der Form der Isländersaga sein", sondern mit aller Konsequenz eine Isländersaga schreiben wollen. Das Spiel mit Formen des Erzählers zieht sich durch das Werk des Autors. Wiederholt hat Bergsveinn Birgisson auch die Form des Romans in Frage gestellt. Aufgabe dieser Gattung sei es, "die Welt auf den Kopf zu stellen und nicht bloß zu unterhalten".
Den svarte vikingen, die reich bebilderte und mit wissenschaftlichem Beiwerk untermauerte Dokumentation der Geirmundar saga heljarskinns, erschien zunächst 2013 in norwegischer Sprache und 2016 auch in isländischer Übersetzung (Leitin að svarta víkingnum). Das Buch wurde mit ungeteilter Begeisterung aufgenommen und für den Isländischen Literaturpreis nominiert. Das Werk wurde ins Englische, Dänische, Italienische und brasilianisch Portugiesische übersetzt. Die Verfilmungsrechte für die englische Version, Black Viking, sicherten sich Paramount Pictures im Herbst 2017. Der für The Imitation Game Oscar- und BAFTA-nominierte Morten Tyldum ist als Regisseur vorgesehen. 2019 bestätigte eine Gruppe dänischer, holländischer und isländischer Biologen die in Den svarte vikingen von Bergsveinn Birgisson geäußerte Behauptung, es habe eine isländische Walrossart gegeben, die durch Bejagung in der Wikingerzeit ausgerottet wurde.
2018 veröffentlichte der Autor den Roman Lifandilífslækur ('Quell des Lebens'), der Anfang Februar 2020 unter dem Titel Der Quell des Lebens in deutscher Übersetzung im Residenz-Verlag erschien. Er wurde für den Isländischen Literaturpreis nominiert und geht als Vertreter Islands für den Literaturpreis des Nordischen Rates 2020 ins Rennen. Der Roman spiegelt historische Fakten des ausgehenden 18. Jahrhunderts. Island, zu dieser Zeit dänische Kolonie, soll nach einer Reihe von Naturkatastrophen abgesiedelt werden. Arbeitsfähige Menschen sind in den aufkommenden Manufakturen des Mutterlandes willkommen, die Alten und Kranken sollen hingegen auf Island zurückbleiben. Ein junger Gelehrter aus Kopenhagen mit isländischen Wurzeln erhält den Auftrag, einen Bericht über die Lage auf der Insel anzufertigen. Gleichzeitig soll er die abgeschiedenste Region Islands vermessen, die Strandir in den Westfjorden. Dort angekommen, findet er sich von Untoten bedrängt, von Seeungeheuern verfolgt und von dem Aberglauben der verbliebenen Bewohner verwirrt, doch erst die Begegnung mit der bedingungslosen Liebe lässt ihn straucheln. Am Ende verlässt der Roman den Pfad des Faktischen. Der Roman kann als Liebeserklärung an die intakte Natur Islands (an den Quell des Lebens) gelesen werden. Bergsveinn Birgisson ist engagierter Naturschützer und tritt gegen den Bau des Kraftwerks Hvalárvirkjun im Ófeigsfjörður in den Strandir auf. Seinen Roman Kolbeinsøy schrieb Bergsveinn Birgisson in norwegischer Sprache. Die Übersetzung ins Isländische erschien zeitgleich mit dem Original (2021). In der rasanten Groteske befreit ein Literat seinen Jugendfreund aus der Psychiatrie. Auf der Flucht vor dessen nornenhafter Pflegerin rasen die beiden durch das winterliche Island bis zum nördlichsten Punkt.
Bergsveinn Birgisson, den der norwegische Schriftsteller Karl Ove Knausgård als "außergewöhnlichen Erzähler" bezeichnet, lebt und schreibt In Island. Für seine herausragenden Leistungen im Dienste Norwegens und der Menschheit (Bergsveinn Birgisson war u. a. Mitarbeiter an einer norwegischen Übersetzung der Flateyjarbók) wurde er von König Harald V. von Norwegen zum Ritter geschlagen.

## Werke
- 1992: Islendingurinn. Gedichte.
- 1997: Innrás liljanna. Gedichte.
- 2003: Landslag er aldrei asnalegt. Roman.
  - 2018: Die Landschaft hat immer recht. Roman. Deutsche Übersetzung von Eleonore Gudmundsson. Salzburg: Residenz, 2018. ISBN 978-3-7017-1695-1.
- 2009: Handbók um hugarfar kúa. Skáldfræðisaga. Roman.
- 2010: Svar við bréfi Helgu. Roman (2002 als Svar við bréfi Helgu verfilmt).
  - 2011: Paarungszeit. Roman. Deutsche Übersetzung von Angela Schamberger. Göttingen: Steidl, 2011. ISBN 978-3-86930-358-1.
  - 2022: Antwort auf den Brief von Helga. Roman. Deutsche Übersetzung von Eleonore Gudmundsson. Salzburg: Residenz, 2022. ISBN 978-3-7017-1755-2.
- 2011: Drauganet. Gedichte.
- 2013: Den svarte vikingen. Sachprosa.
- 2015: Geirmundar saga heljarskinns. Íslenzkt fornrit. Roman. Reykjavík: Bjartur, 2015. ISBN 978-9935-454-74-4.
- 2018: Lifandilífslækur. Roman. Reykjavík: Bjartur, 2018. ISBN 978-9935-500-02-1.
  - 2020: Quell des Lebens. Roman. Deutsche Übersetzung von Eleonore Gudmundsson. Salzburg: Residenz, 2020. ISBN 978-3-7017-1718-7.
  - 2025: Die Insel Kolbeinsey. Roman. Deutsche Übersetzung von Eleonore Gudmundsson. Salzburg: Residenz, 2025.  ISBN 978-3-70171799-6.